# Rolf Börjlind
Rolf Sigvard Börjlind (Västra Skrävlinge, Skåne län, 7 oktober 1943) is een Zweeds scenarioschrijver, regisseur, acteur, dichter en schrijver van misdaadromans.

## Biografie
Rolf Börjlind studeerde tot 1965 aan de hogeschool voor journalistiek in Stockholm. Vanaf einde jaren 1960 werkte hij samen met de Zweedse kunstenaar Carsten Regild bij onder andere het gestencild cultureel tijdschrift Kulturmagasinet Vargen.  In 1977 brachten ze in het Moderna Museet in Stockholm hun tentoonstelling Persona non grata, gevolgd door een gelijknamig boek dat zelfde jaar. In 1979 volgde hun programma Panik in hetzelfde museum met teksten van Börjlind, beelden van Regild en muziek van Bruno K. Öijer. In de late jaren 1970 werkte Börjlind als copywriter bij een reclamebureau en begin jaren 1980 begon hij satire te schrijven in de kranten en begon hij in de filmbranche als regisseur, acteur en scenarioschrijver.
Börjlind is lid van de Zweedse Dramatikerförbundet en begon zich toe te leggen op het schrijven van scenario’s van televisieseries en -films, vanaf 1995 samen met zijn echtgenote Cilla Börjlind.
In 2012 brachten Cilla en Rolf Börjlind hun eerste misdaadroman Springfloden (Springvloed) uit met Olivia Rönning en Tom Stilton in de hoofdrollen, gevolgd door nog vier misdaadromans met hetzelfde duo. In 2016 werd het eerste boek omgezet in de tiendelige gelijknamige televisieserie en in 2018 volgde een tweede seizoen van tien afleveringen, deze maal gebaseerd op het tweede boek Den tredje rösten (De derde stem).

## Filmografie (scenario)
- 1982: Skulden (miniserie)
- 1983: Kalabaliken i Bender (film)
- 1984: Jönssonligan får guldfeber (film)
- 1985: Dödspolare (film, tevens co-regisseur en acteur)
- 1989-1994: Lorry (televisieserie)
- 1994: Läckan (miniserie)
- 1994: Yrrol (film)
- 1995: Vita lögner (film)

### Scenario samen met Cilla Börjlind
- 1995: Lorry (televisieserie)
- 2001: Beck – Hämndens pris (tv-film)
- 2001: Beck – Mannen utan ansikte (tv-film)
- 2002: Beck – Annonsmannen (tv-film)
- 2002: Beck – Enslingen (tv-film)
- 2002: Beck – Kartellen (tv-film)
- 2002: Beck – Okänd avsändare (tv-film)
- 2002: Beck – Pojken i glaskulan (tv-film)
- 2002: Beck – Sista vittnet (tv-film)
- 2004: Danslärarens återkomst (miniserie)
- 2004: Graven (miniserie)
- 2006: Beck – Advokaten (2006)
- 2006: Beck – Flickan i jordkällaren (tv-film)
- 2006: Beck – Skarpt läge (tv-film)
- 2006: Wallander (Aflevering: Täckmanteln)
- 2007: Beck – Den japanska shungamålningen (tv-film)
- 2007: Beck – Den svaga länken (tv-film)
- 2007: Beck – Det tysta skriket (tv-film)
- 2007: Beck – Gamen (tv-film)
- 2007: Beck – I Guds namn (tv-film)
- 2009: Morden (miniserie)
- 2011-2012: Arne Dahl
- 2016-2018: Springfloden

### Rönning en Stilton-serie (samen metCilla Börjlind)
- 2012: Springfloden (nl: Springvloed)
- 2013: Den tredje rösten (nl: De derde stem)
- 2014: Svart gryning (nl: Zwarte dageraad)
- 2016: Sov du lilla videung (nl: Wiegelied)
- 2018: Kallbrand (nl: Koudvuur)
- 2020: Fruset guld (nl: Bevroren goud)
- 2022: Den Barmhärtige Samariten (nl: De samaritaan)
- 2023: Nattens öga (nl: Het oog van de nacht)

### Overig
- 2021: Mörkret oss emellan (nl: De duisternis tussen ons), in samenwerking met dochter Molly Börjlind

## Bestseller 60
| Boeken met noteringen in de Nederlandse Bestseller 60 | Jaar van verschijnen | Datum van binnenkomst | Hoogste positie | Aantal weken | Opmerkingen                        |
| ----------------------------------------------------- | -------------------- | --------------------- | --------------- | ------------ | ---------------------------------- |
| Wiegelied                                             | 2017                 | 22-02-2017            | 19              | 6            | in samenwerking met Cilla Börjlind |
| Koudvuur                                              | 2019                 | 23-01-2019            | 10              | 5            | in samenwerking met Cilla Börjlind |
| Bevroren goud                                         | 2020                 | 30-09-2020            | 7               | 6            | in samenwerking met Cilla Börjlind |
| De duisternis tussen ons                              | 2021                 | 12-05-2021            | 52              | 2            | in samenwerking met Molly Börjlind |
| De samaritaan                                         | 2022                 | 28-04-2022            | 9               | 7            | in samenwerking met Cilla Börjlind |
| Het oog van de nacht                                  | 2023                 | 13-12-2023            | 14              | 4            | in samenwerking met Cilla Börjlind |

## Prijzen en nominaties
- 1994: Guldbagge voor beste scenario voor de film Yrrol (samen met Peter Dalle)